# Qadsia SC

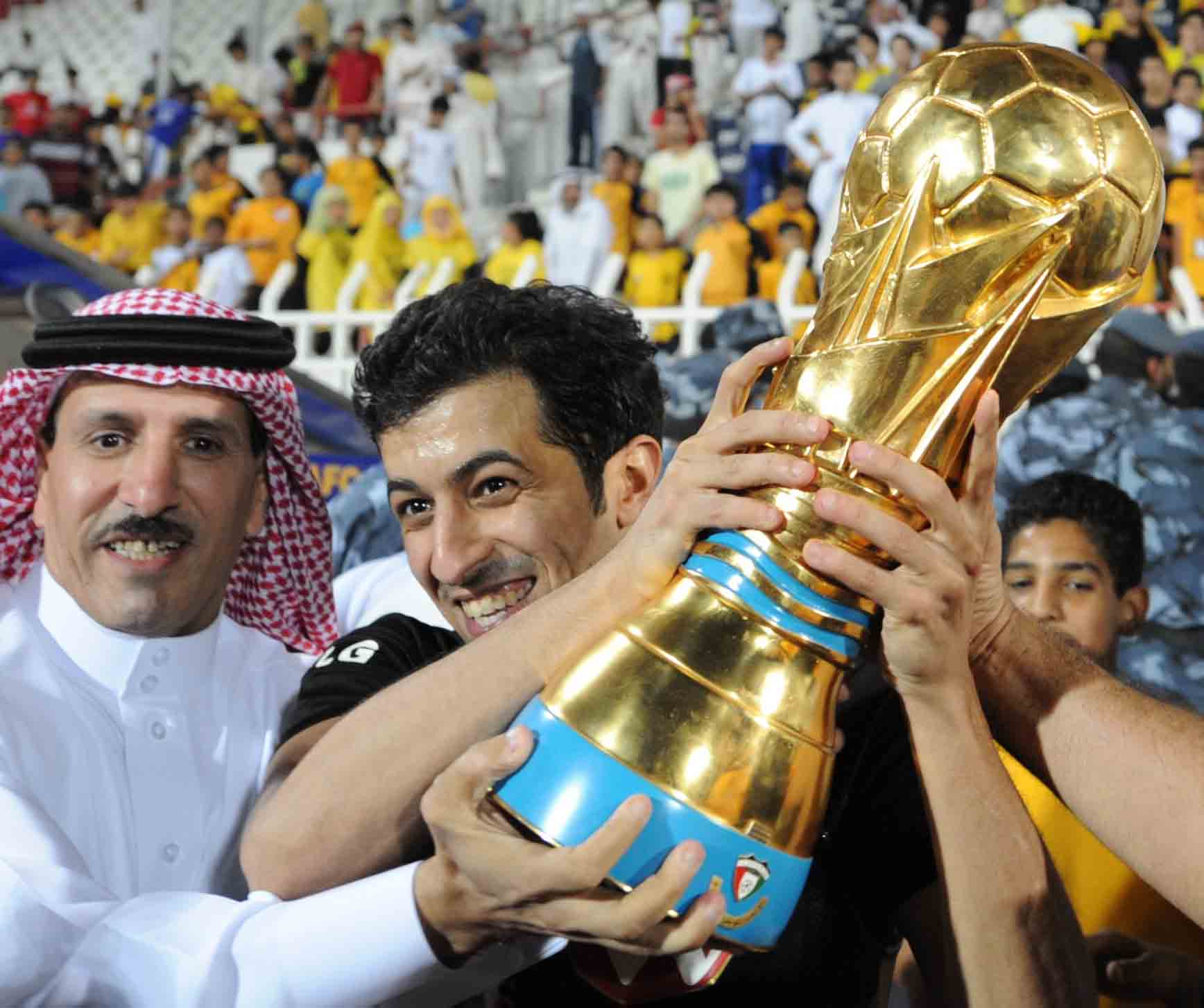
Ibrahim Al-Frayan viert de landstitel van Qadsia SC in 2009.

Qadsia Sporting Club is een Koeweitse voetbalclub uit de hoofdstad Koeweit, die in oktober 1960 werd opgericht. Het is een van de meest succesvolle clubs van het land.

## Geschiedenis
In 1953 werd een directe voorloper van de club opgericht, die Al Jazira werd genoemd. Op 20 oktober 1960 werd deze club omgevormd, geprofessionaliseerd en hernoemd naar Qadsia SC. Het daaropvolgende jaar speelde de club zijn eerste wedstrijden op officieel competitieniveau in de Koeweitse Premier League. Binnen enkele jaren had Qadsia een sportieve rivaliteit ontwikkeld met Al-Arabi, welke ook de naam "Kuwaiti Derby" kreeg ("Koeweitse derby"). In de geschiedenis van het Koeweitse clubvoetbal zijn deze clubs ook het meest succesvol: beide wonnen vijftienmaal het bekertoernooi (Emir Cup) en zestienmaal de nationale competitie. In het seizoen 1968/69 won Qadsia zijn eerste landstitel, door na tien wedstrijden boven in het klassement te staan. In 2014 won Qadsia zijn eerste grote internationale titel: in oktober versloeg het in de finale van de AFC Cup het Iraakse Erbil SC.

## Erelijst
- Landskampioen

1968–69, 1970–71, 1972–73, 1974–75, 1975–76, 1977–78, 1991–92, 1998–99, 2002–03, 2003–04, 2004–05, 2008–09, 2009–10, 2010–11, 2011–12, 2013–14, 2015–16
- Bekertoernooi

1965, 1967, 1968, 1972, 1974, 1975, 1979, 1989, 1994, 2003, 2004, 2007, 2010, 2012, 2013, 2015
- Crown Prince Cup

1998, 2002, 2004, 2005, 2006, 2009, 2012-2013, 2013-2014, 2017–18
- Federatiebeker

2007–08, 2008–09, 2010–11, 2012–13, 2018–19
- Al-Khurafi Cup

2002–03, 2005–06
- Supercup

2009, 2011, 2013, 2014, 2018
- AFC Cup

2014
- GCC Champions League

2000, 2005

## Eindklasseringen
| Seizoen | № | Clubs | Divisie        | WG | W  | G | V | Saldo | Punten | Tsch |
| ------- | - | ----- | -------------- | -- | -- | - | - | ----- | ------ | ---- |
| 2007/08 | 2 | 9     | Premier League | 16 | 11 | 2 | 3 | 25–10 | 35     |      |
| 2008/09 |   | 8     | Premier League | 21 | 12 | 4 | 5 | 32–22 | 40     |      |
| 2009/10 |   | 8     | Premier League | 21 | 15 | 3 | 3 | 49–14 | 48     |      |
| 2010/11 |   | 8     | Premier League | 21 | 16 | 3 | 2 | 47–10 | 51     |      |
| 2011/12 |   | 8     | Premier League | 21 | 16 | 3 | 2 | 40–10 | 51     |      |
| 2012/13 | 2 | 8     | Premier League | 21 | 11 | 8 | 2 | 39–16 | 41     |      |
| 2013/14 |   | 14    | Premier League | 26 | 21 | 5 | 0 | 66–14 | 68     |      |
| 2014/15 | 4 | 14    | Premier League | 26 | 17 | 5 | 4 | 61–21 | 56     |      |
| 2015/16 |   | 13    | Premier League | 24 | 20 | 3 | 3 | 75–12 | 62     |      |

## Trainer-coaches vanaf 2000
- Fakro Al Deen (2000)
- Senad Kreso (2000–2001)
- Branko Totak (2001)
- Radojko Avramović (2001)
- Willem Leushuis (2001–2002)
- Mohammed Ibrahem (2002–2004)
- Doliu Junior (2004–2005)
- Mohammed Ibrahem (2005–2007)
- José Garrido (2007–2008)
- Mohammed Ibrahem (2008–2011)
- Rodion Gačanin (2011–2012)
- Mohammed Ibrahem (2012–2014)
- Antonio Puche (2014–)

## Kampioensteams
- 1992 — Faysal al-Sha'alan, Raed Bdeih, Salem Mirza, Mohamed Bnayyan, Ahmed al-Shemmari, Ahmed Zyab, Mohamed Jassem, Obaid al-Shemmari, Moayyed al-Haddad, Mohamed Ibrahim, Nasser Bnayyan. Trainer-coach: Luiz Felipe Scolari (tweede plaats).
- 2014 — Nawaf Al-Khaldi, Álvaro Silva, Talal Al Amer, Amer Al Fadhel, Khaled Al Qahtani, Khaled Ebrahim, Saleh Al Sheikh, Fahad Al Ansari, Bader Al-Muttwa, Danijel Subotic, Saif Al Hashan, Dhari Said, Hamad Aman, Abdullahi Shehu, Soud Al Mejmed, Ahmed Al Fadhli, Ahmad Al Dhefiri. Trainer-coach: Mohammed Ebrahim en Antonio Puche Vicente.

## Bekende spelers
- Adiel (2005)
- Nawaf Al-Khaldi (2001–)
- Firas Al-Khatib (2009–2011, 2012)
- Bader Al-Muttwa (2002–)
- Rodrigo Vergilio (2011)